# Argentinas Grand Prix 1972
Argentinas Grand Prix 1972, officiellt 1972 Argentine Grand Prix, var en Formel 1-tävling som hölls den 23 januari 1972 på Autódromo Municipal de la Ciudad de Buenos Aires i Buenos Aires i Argentina. Det var det första av 12 lopp ingående i Formel 1-säsongen 1972 och kördes över 95 varv. Detta var Argentinas första Grand prix sedan säsongen 1960. Loppet vanns av den regerande världsmästaren Jackie Stewart för Tyrell, tvåa blev Denny Hulme för McLaren, och trea blev Jacky Ickx för Ferrari.

## Resultat
| Pos.   | Nr. | Förare             | Konstruktör  | Varv | Tid/Bröt                       | Grid | Poäng |
| ------ | --- | ------------------ | ------------ | ---- | ------------------------------ | ---- | ----- |
| 1      | 21  | Jackie Stewart     | Tyrrell-Ford | 95   | 1:57:58.82                     | 2    | 9     |
| 2      | 17  | Denny Hulme        | McLaren-Ford | 95   | + 25.96                        | 4    | 6     |
| 3      | 8   | Jacky Ickx         | Ferrari      | 95   | + 59.39                        | 8    | 4     |
| 4      | 9   | Clay Regazzoni     | Ferrari      | 95   | + 1:06.72                      | 6    | 3     |
| 5      | 19  | Tim Schenken       | Surtees-Ford | 95   | + 1:09.11                      | 11   | 2     |
| 6      | 14  | Ronnie Peterson    | March-Ford   | 94   | + 1 varv                       | 10   | 1     |
| 7      | 2   | Carlos Reutemann   | Brabham-Ford | 93   | + 2 varv                       | 1    |       |
| 8      | 23  | Henri Pescarolo    | March-Ford   | 93   | + 2 varv                       | 15   |       |
| 9      | 3   | Howden Ganley      | BRM          | 93   | + 2 varv                       | 13   |       |
| 10     | 7   | Helmut Marko       | BRM          | 93   | + 2 varv                       | 19   |       |
| 11     | 15  | Niki Lauda         | March-Ford   | 93   | + 2 varv                       | 22   |       |
| Bröt   | 11  | Emerson Fittipaldi | Lotus-Ford   | 61   | Hjulupphängning                | 5    |       |
| Bröt   | 22  | François Cevert    | Tyrrell-Ford | 59   | Växellåda                      | 7    |       |
| Bröt   | 4   | Reine Wisell       | BRM          | 59   | Vattenläckage                  | 17   |       |
| Bröt   | 18  | Peter Revson       | McLaren-Ford | 49   | Motor                          | 3    |       |
| Bröt   | 10  | Mario Andretti     | Ferrari      | 20   | Motor                          | 9    |       |
| Bröt   | 20  | Andrea de Adamich  | Surtees-Ford | 11   | Bränslesystem                  | 14   |       |
| Bröt   | 1   | Graham Hill        | Brabham-Ford | 11   | Bränslepump                    | 16   |       |
| DSQ    | 12  | Dave Walker        | Lotus-Ford   | 8    | Otillåten reparation av bilenc | 20   |       |
| Bröt   | 5   | Peter Gethin       | BRM          | 1    | Oljeläckage                    | 18   |       |
| Bröt   | 6   | Alex Soler-Roig    | BRM          | 1    | Olycka                         | 21   |       |
| DNS    | 16  | Chris Amon         | Matra        | 0    | Växellådac                     | 12   |       |
| Källa: |     |                    |              |      |                                |      |       |

## VM-ställning efter loppet
| Pos. | Förare         | Poäng |
| ---- | -------------- | ----- |
| 1    | Jackie Stewart | 9     |
| 2    | Denny Hulme    | 6     |
| 3    | Jacky Ickx     | 4     |
| 4    | Clay Regazzoni | 3     |
| 5    | Tim Schenken   | 2     |

| Pos. | Konstruktör  | Poäng |
| ---- | ------------ | ----- |
| 1    | Tyrrell-Ford | 9     |
| 2    | McLaren-Ford | 6     |
| 3    | Ferrari      | 4     |
| 4    | Surtees-Ford | 2     |
| 5    | March-Ford   | 1     |

- Notering: Endast de fem bästa placeringarna i vardera mästerskap finns med på listorna.